# A Kajmán-szigetek a 2010. évi téli olimpiai játékokon

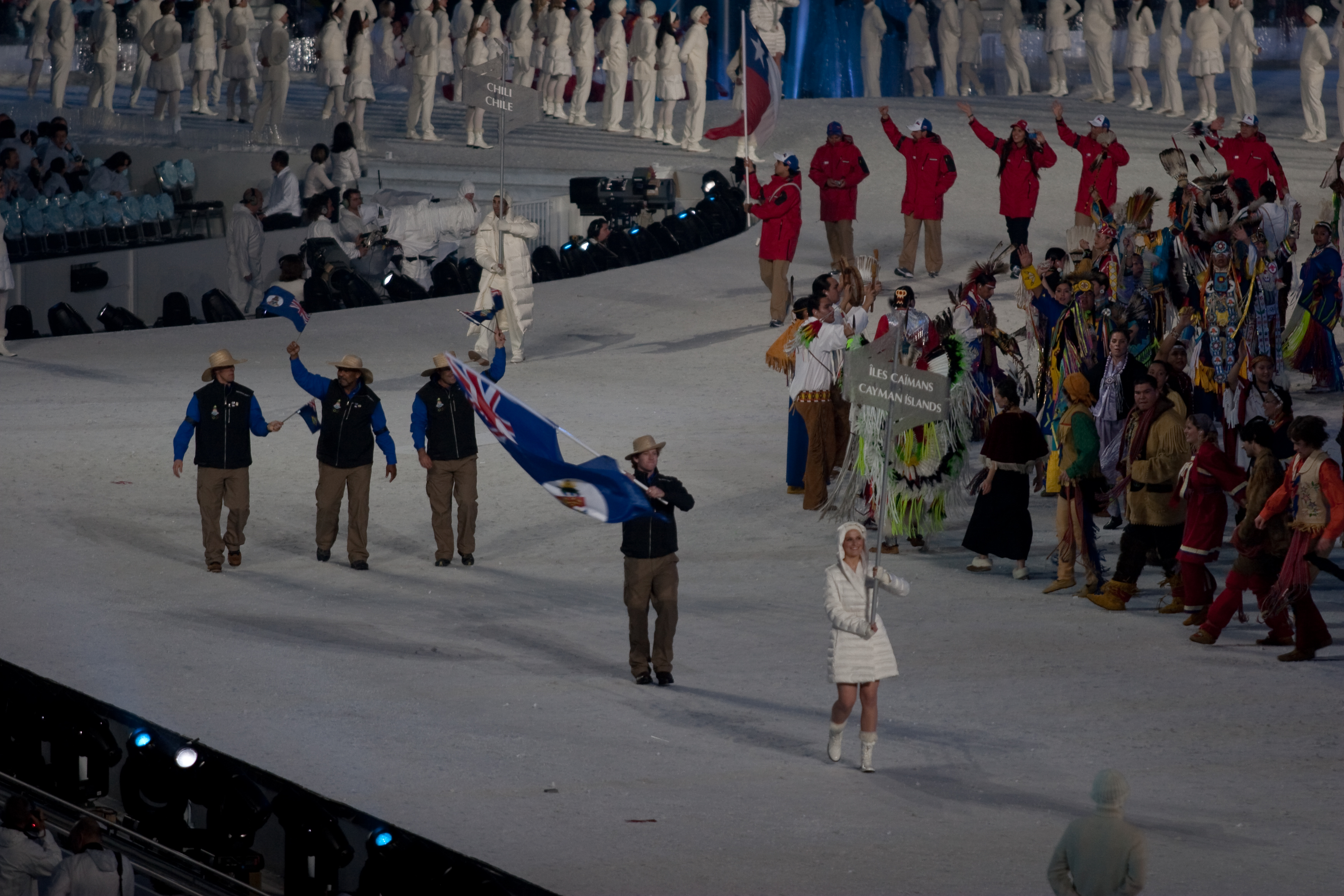
A Kajmán-szigetek olimpiai küldöttsége a megnyitón

A Kajmán-szigetek a kanadai Vancouverben megrendezett 2010. évi téli olimpiai játékok egyik részt vevő nemzete volt. Az országot az olimpián 1 sportágban 1 sportoló képviselte, aki érmet nem szerzett.

## Alpesisí
Férfi
| Versenyző   | Versenyszám      | 1. futam | 1. futam | 2. futam | 2. futam | Összesítés | Összesítés |
| Versenyző   | Versenyszám      | Idő      | Hely.    | Idő      | Hely.    | Idő        | Helyezés   |
| ----------- | ---------------- | -------- | -------- | -------- | -------- | ---------- | ---------- |
| Dow Travers | Óriás-műlesiklás | 1:29,39  | 75.      | 1:33,50  | 69.      | 3:02,89    | 69.        |